# 소림사 오방번
소림사 오방번(少林寺 五方幡)은 부산광역시 동구 소림사에 있는 대한제국시대의 오방번이다. 2015년 12월 23일 부산광역시의 민속문화재 제14호로 지정되었다.

## 개요
번은 깃발과 비슷한 형태로 불전을 장엄하기 위하여 불전 내의 기둥이나 법회가 진행될 때 당간에 매달아 뜰 가운데 세우거나 혹은 천개나 탑의 상륜부에 매달아 높은 곳에서 나부껴 사람들을 불교에 귀의하게 하는 효능을 지닌다.
소림사 오방번은 인로왕보살번(引路王菩薩幡)과 오방번인 비로자나불번(毘盧遮那佛幡), 약사여래불번(藥師如來佛幡), 아미타불번(阿彌陀佛幡), 보승여래불번(寶勝如來佛幡), 부동존불번(不動尊佛幡) 등 모두 6점으로 구성되어 있어 그 구성이 완전하게 남아 전한다. 정확한 제작년도와 제작자는 알 수 없지만, 바느질에 재봉틀을 사용한 점과 고종 당시 궁중하사품인 점을 감안하면 대한제국 시기인 1900~1910년경 궁인(宮人)들에 의해 제작되었을 가능성이 높은 유물이다.
소림사 오방번은 대한제국 당시 왕실원품(王室願品)으로 추정되는 작품으로, 한 사찰에서 이처럼 완전한 구성으로 전하는 예는 거의 없는 실정이다. 특히 불교 장엄구 연구와 불교 행사 및 의식 연구에 귀중한 자료이며, 직물사적으로도 중요한 유물이다.

## 참고 자료
- 소림사 오방번 - 국가유산청 국가유산포털